# Sân bay Kagoshima
Sân bay Kagoshima (鹿児島空港 Kagoshima Kūkō) (IATA: KOJ, ICAO: RJFK) là một sân bay hạng hai nằm ở Kirishima, Kagoshima, Nhật Bản, cách ga Kagoshima-Chūō 29,6 km (18,4 mi) về phía đông bắc thuộc thành phố Kagoshima. Đường băng mở cửa hoạt động năm 1944, mặc dù các chuyến bay không thường xuyên cho đến năm 1962. Năm 2000 sân bay vận chuyển hơn 2,5 triệu khách.

## Các hãng hàng không và điểm đến
| Hãng hàng không                               | Các điểm đến |
| --------------------------------------------- | --- |
| All Nippon Airways                            | Nagoya-Centrair, Naha, Osaka-Itami, Osaka-Kansai, Tokyo-Haneda                                                                         |
| China Eastern Airlines                        | Shanghai-Pudong |
| Fuji Dream Airlines                           | Shizuoka |
| Japan Airlines                                | Amami/Oshima, Osaka-Itami, Tokunoshima, Tokyo-Haneda                                                                                   |
| Japan Airlines operated by JAL Express        | Nagoya-Centrair, Osaka-Itami |
| Japan Airlines operated by Japan Air Commuter | Amami/Oshima, Fukuoka, Hiroshima-Nishi, Kikaijima, Matsuyama, Okayama, Okierabu, Osaka-Itami, Takamatsu, Tanegashima, Yakushima, Yoron |
| Korean Air                                    | Seoul-Incheon |
| Oriental Air Bridge                           | Nagasaki |
| Skymark Airlines                              | Amami/Oshima [seasonal], Kobe, Tokyo-Haneda                                                                                            |
| Skynet Asia Airways                           | Naha, Tokyo-Haneda |
| VietJet Air                                   | Hà Nội |